# Дін (Техас)
Дін (англ. Dean) — місто (англ. city) в США, в окрузі Клей штату Техас. Населення — 488 осіб (2020).

## Географія
Дін розташований за координатами 33°54′58″ пн. ш. 98°24′5″ зх. д. / 33.91611° пн. ш. 98.40139° зх. д. (33.916212, -98.401450).  За даними Бюро перепису населення США в 2010 році місто мало площу 5,55 км², з яких 5,52 км² — суходіл та 0,03 км² — водойми.

## Демографія
Згідно з переписом 2010 року, у місті мешкали 493 особи в 194 домогосподарствах у складі 149 родин. Густота населення становила 89 осіб/км².  Було 208 помешкань (38/км²).
Расовий склад населення:
| - 94,7 % — білих - 0,8 % — корінних американців - 0,6 % — чорних або афроамериканців - 1,2 % — осіб інших рас |

До двох чи більше рас належало 2,6 %. Частка іспаномовних становила 7,7 % від усіх жителів.
За віковим діапазоном населення розподілялося таким чином: 20,5 % — особи молодші 18 років, 63,5 % — особи у віці 18—64 років, 16,0 % — особи у віці 65 років та старші. Медіана віку мешканця становила 44,2 року. На 100 осіб жіночої статі у місті припадало 99,6 чоловіків;  на 100 жінок у віці від 18 років та старших — 92,2 чоловіків також старших 18 років.
Середній дохід на одне домашнє господарство  становив 67 635 доларів США (медіана — 57 083), а середній дохід на одну сім'ю — 72 360 доларів (медіана — 58 250). За межею бідності перебувало 6,9 % осіб, у тому числі 12,2 % дітей у віці до 18 років та 2,2 % осіб у віці 65 років та старших.
Цивільне працевлаштоване населення становило 266 осіб. Основні галузі зайнятості: освіта, охорона здоров'я та соціальна допомога — 13,2 %, виробництво — 12,4 %, роздрібна торгівля — 12,0 %.